# Лисабон (округ)
Округ Лисабон (порт. Distrito de Lisboa) је један од 18 округа Португалије, смештен у њеном западном делу. Седиште округа је истоимени град Лисабон, истовремено и главни град Португалије, па је стога округ најважнији од свих округа у држави.
На западу округа Лисабон налази се низ веома познатих и монденских места у Португалији - Синтра, Есторил, Кашкаиш.

## Положај и границе округа
Округ Лисабон се налази у западном делу Португалије и граничи се са:
- север: округ Леирија,
- исток: округ Сантарем,
- југ: округ Сетубал (преко естуара Тежа),
- запад: Атлантски океан.

## Природни услови
Рељеф: Већи део округа Лисабон је побрђе, надморске висине до 300 метара. Једино је источни део, у долини Тежа, равничарског карактера.
Клима у округу Лисабон је средоземна.
Воде: Западна граница округа је Атлантски океан. Најважнија река је река Тежо, која протиче источним делом округа и у овом округу се улива у Атлантик на југу. На крајњем истоку налази се и ушће реке Сораје у Тежо.

## Становништво
По подацима из 2001. године на подручју округа Лисабон живи преко 2,1 милион становника, већином етничких Португалаца, али има и доста нових усељеника из свих делова света.
Густина насељености - Округ има густину насељености преко 760 ст./км², што је неколико пута него државни просек (око 105 ст./км²) и највише међу окрузи у држави. Јужни део округа уз град Лисабон је веома густо насељен, док је побрђе на северу мање густо насељено.

## Подела на општине
Округ Лисабон је подељен на 16 општина (concelhos), које се даље деле на 226 насеља (Freguesias).
Општине у округу су:
| - Аленкер - Амадора - Аруда дос Вињос - Азамбужа - Вила Франка де Шира - Кавадал - Каскаиш - Лисабон | - Лорес - Лориња - Мафра - Одивелас - Оејрас - Синтра - Собрал де Монте Аграсо - Торес Ведрас |